# Dominic Purcell
Dominic Haakon Myrtvedt Purcell (Wirral, Merseyside, Anglaterra, 17 de febrer de 1970) és un actor australià, tot i que nascut a la rodalia de la ciutat Liverpool, conegut pels seus papers a les sèries de televisió Prison Break i John Doe, i de Dràcula a la pel·lícula Blade: Trinity.

## Biografia
Dominic o Domenic, com és conegut, és d'ascendència noruega, irlandesa i nord-americana. És el major de cinc germans: Damian, Jaime, Patrick i Marie-Therese Purcell. Quan tenia quatre anys, ell i la seva família es van mudar als suburbis de l'oest de Sydney, Austràlia.
Purcell va estudiar a l'Institut de secundària Blaxland High School de Sydney, però va deixar l'institut per formar una empresa d'horticultura de paisatge, es va aplicar en les qüestions del paisatgisme i el seu hobbie era el surf, però després de veure la pel·lícula Platoon es va interessar en el negoci de l'actuació. Va estudiar a The Australian Theatre for Young People (teatre australià per a joves) i després en un grau més professional en The Western Australian Academy of Performing Arts (Acadèmia d'Arts Escèniques d'Austràlia Occidental), allí va conèixer Rebecca Williamson amb qui es va casar. Va estudiar juntament amb Hugh Jackman.
L'any 1996, després de diversos anys de formació, Purcell es va graduar a l'Acadèmia d'Arts d'Austràlia. Va treballar d'actor uns anys a Austràlia, fins que l'any 2000 va guanyar una targeta de residència permanent als Estats Units i des de llavors resideix a Laguna Beach (Califòrnia).
Té quatre fills: Joseph, Audrey i els bessons Lily-Rose i Augustus. El 21 d'octubre de 2007, Purcell es va separar per comú acord de la seva dona. Temps després va estar en parella amb l'actriu Brooke Burns que va conèixer al plató de la sèrie North Shore.
Des de 2011 està en parella amb l'actriu AnnaLynne McCord que va conèixer al plató de la pel·lícula Officer Down, malgrat haver fet oficial la seva separació el 2014 i que l'actor va mantenir una relació breu amb Kim Breeding. Purcell i McCord van compartir fotos a les xarxes socials a mitjan 2015 indicant una reconciliació. Finalment McCord va confirmar la reconciliació a la revista People el gener de 2016. Van donar per acabada la relació el 2018.
El desembre de 2015 l'actor va compartir amb els seus seguidors d'Instagram que patia de càncer de pell a la cèl·lula basal igual que el seu vell amic Hugh Jackman.
El juny de 2016 va sofrir un greu accident quan rodava la miniserie de Prison Break (continuació de l'original), al Marroc. Una barra de ferro va caure i causar ferides al cap i nas que van requerir cirurgia plàstica. Malgrat la gravetat de l'accident, l'actor es trobava bé i va compartir imatges de l'accident a Instagram. Amb humor va assegurar els seus fans que recuperaria completament i continuaria el rodatge.

## Carrera com a actor
L'any 1997 Purcell va protagonitzar la miniserie australiana RAW FM. El 1998 va participar en la pel·lícula de televisió Moby Dick i el 2000 va saltar a la pantalla gran en Missió: Impossible II.
L'any 2002 va protagonitzar la sèrie estatunidenca de la cadena FOX John Doe, amb aquest paper va guanyar fama, no obstant això, després d'actuar en diverses sèries i pel·lícules, el 2004 va guanyar major rellevància quan va co-protagonitzar la pel·lícula de terror Blade: Trinity. L'any 2003 va aparèixer en la sèrie nord-americana La llei i l'ordre com Nate Tharrel.
L'any 2005 va fer audicions per a un important projecte de FOX, una sèrie dramàtica que va cridar l'atenció de grans ícones d'Hollywood, Prison Break, a tan sols tres dies del començament de la producció de la sèrie, Purcell va ser triat per interpretar Lincoln Burrows, el personatge coprotagonista, la sèrie ha guanyat èxit i Purcell ha aconseguit fama internacional.
Actualment és part de la sèrie de CW Legends of Tomorrow i ha confirmat el seu retorn a la cinquena temporada de Prison Break.

## Filmografia
| Any  | Títol                                          | Paper                 | Notes        |
| ---- | ---------------------------------------------- | --------------------- | ------------ |
| 2000 | Missió: Impossible II (Mission: Impossible II) | Ulrich                |              |
| 2001 | Scenes of the Crime                            | Mark                  |              |
| 2002 | Equilibrium                                    | Seamus                |              |
| 2003 | Visitors                                       | Luke                  |              |
| 2004 | Three Way                                      | Lewis 'Lew' Brookbank |              |
| 2004 | Blade: Trinity                                 | Drake                 |              |
| 2006 | The Gravedancers                               | Harris McKay          |              |
| 2007 | Primeval                                       | Tim Manfrey           |              |
| 2009 | Blood Creek                                    | Victor Alan Marshall  |              |
| 2011 | Escapee                                        | Harmon Jaxon          |              |
| 2011 | Straw Dogs                                     | Jeremy Niles          |              |
| 2011 | Killer Elite                                   | Davies                |              |
| 2011 | House of the Rising Sun                        | Tony                  |              |
| 2012 | Bad Karma                                      | Mack                  |              |
| 2012 | Hijacked                                       | Otto Southwell        |              |
| 2013 | Officer Down                                   | Royce Walker          |              |
| 2013 | Assault on Wall Street                         | Jim Baxford           |              |
| 2013 | Vikingdom                                      | Eirick                |              |
| 2013 | Breakout                                       | Tommy Baxter          |              |
| 2013 | Suddenly                                       | Baron                 |              |
| 2013 | Ice Soldiers                                   | Malraux               |              |
| 2014 | The Ganzfeld Haunting                          | Detective Malone      |              |
| 2014 | In the Name of the King 3: The Last Mission    | Hazen Kaine           |              |
| 2014 | The Bag Man                                    | Larson                |              |
| 2014 | A Fighting Man                                 | Sailor O'Connor       |              |
| 2014 | I Choose                                       | N/A                   | curtmetratge |
| 2014 | Turkey Shoot                                   | Rick Tyler            |              |
| 2015 | Abandoned                                      | Jim                   |              |
| 2015 | Gridlocked                                     | David Hendrix         |              |
| 2015 | Isolation                                      | Max                   |              |

| Any  | Títol                             | Notes              |
| ---- | --------------------------------- | ------------------ |
| 2004 | Three Way                         | Productor Associat |
| 2009 | Balibo                            | Productor          |
| 2014 | I Choose                          | Productor          |
| 2015 | Isolation                         | Productor Executiu |
| 2017 | Untitled Sunny Garcia Documentary | Productor          |
| 2017 | Prison Break                      | Productor          |

| Any             | Títol                         | Paper               | Notes                                |
| --------------- | ----------------------------- | ------------------- | ------------------------------------ |
| 1991            | Home and Away                 | Constable Rogers    | 3 episodis                           |
| 1997–1998       | Raw FM                        | Granger Hutton      | Protagonista, 13 episodis            |
| 1998            | Moby Dick                     | Bulkington          | 2 episodis                           |
| 1998            | Water Rats                    | Alex                | 2 episodis                           |
| 1999            | Heartbreak High               | Todd Gillespie      | Actor recurrent, 6 episodis          |
| 1999            | Silent Predators              | Truck driver        | Pel·lícula                           |
| 1999            | First Daughter                | Troy Nelson         | Pel·lícula                           |
| 2001            | BeastMaster                   | Kelb                | Recurrent, 5 episodis                |
| 2001            | The Lost World                | Condillac           | Episode: "The Travelers"             |
| 2001            | Invincible                    | Keith Grady         | Pel·lícula                           |
| 2002–2003       | John Doe                      | John Doe            | Protagonista, 21 episodis            |
| 2004–2005       | North Shore                   | Tommy Ravetto       | Recurring role, 5 episodis           |
| 2004            | Dr. House                     | Ed Snow             | Episode: "Fidelity"                  |
| 2005–2009, 2017 | Prison Break                  | Lincoln Burrows     | Protagonista, 90 episodis            |
| 2009            | Prison Break: The Final Break | Lincoln Burrows     | Pel·lícula                           |
| 2011            | Castle                        | Russell Ganz        | Episode: "To Love and Die in L.A."   |
| 2012            | Common Law                    | John Crowl          | Episode: "Gun!"                      |
| 2014–2016       | The Flash                     | Mick Rory/Heat Wave | Recurrent, 5 episodis                |
| 2015            | Superhero Fight Club          | Mick Rory           | Curt promo vídeo                     |
| 2016–present    | Legends of Tomorrow           | Mick Rory/Heat Wave | Protagonista                         |
| 2017            | Supergirl                     | Mick Rory/Heat Wave | Episode: "Crisis on Earth-X, Part 1" |
| 2017            | Arrow                         | Mick Rory/Heat Wave | Episode: "Crisis on Earth-X, Part 2" |

| Any  | Títol                        | Paper           | Notes |
| ---- | ---------------------------- | --------------- | ----- |
| 2010 | Prison Break: The Conspiracy | Lincoln Burrows | Veu   |

## Premis i nominacions
| Any  | Premi              | Categoria         | Obra         | Resultat  | Refs |
| ---- | ------------------ | ----------------- | ------------ | --------- | ---- |
| 2007 | AACTA Awards       | Millor Actor      | Prison Break | Guanyador |      |
| 2009 | Inside Film Awards | Millor Pel·lícula | Balibo       | Nominat   |      |